# Betsabea (Hayez)
La Betsabea, o Bersabea, è un quadro dipinto nel 1827 dal pittore italiano Francesco Hayez. L'opera si trova in una collezione privata.

## Storia
È probabile che questo quadro sia stato dipinto da Hayez di propria iniziativa, senza una commissione. Nel 1827 il quadro venne esposto all'accademia di Brera di Milano e venne acquistato da Guglielmo I di Württemberg. La sua riscoperta nel 1998 venne descritta da Fernando Mazzocca come "una delle più sensazionali nella storia dell’arte italiana dell’Ottocento".

## Descrizione
Il dipinto è una scena di nudo che ritrae la figura biblica di Betsabea mentre viene spiata in procinto di farsi il bagno dal re degli Israeliti Davide. Betsabea viene raffigurata in primo piano, in una posizione semi-laterale, mentre Davide si trova in un punto più in alto, nella parte destra del quadro. La donna porta un turbante sul capo e un solo braccialetto sul suo braccio (simile a quello della Venere nel dipinto Venere che scherza con due colombe del 1830). Ella si volta verso lo spettatore e il suo sguardo sembra leggermente inquieto, come a presagire il destino che si sta per abbattere su di lei, in quanto Davide l'avrebbe sedotta e messa incinta, per poi orchestrare la morte del marito in battaglia per sposarla.
Dall'epoca rinascimentale erano stati dipinti molti quadri che ritraevano questa scena. Questa fu la prima delle tre tele che Hayez avrebbe dipinto sul tema del bagno di Betsabea.